# カロプス
カロプス（古希: Χάροψ, Charops）は、ギリシア神話の人物である。トラーキア王。オイアグロスの父であり、オルペウスの祖父にあたる。

## 神話
カロプス王の名前はディオニューソス神話に登場する。諸国を遠征していたディオニューソスは小アジアからトラーキアへ渡ろうとしたときに、まずトラーキア王リュクールゴスと友好関係を結んだうえで、信者たちを対岸に渡した。ところがリュクールゴスは夜襲を仕掛けて、ディオニューソスと信者たちを滅ぼそうとした。ディオニューソスは地元民のカロプスから王の企てを知らされ、大いに驚いた。そこでディオニューソスは主力が残っている小アジア側に船で戻ってから改めて主力とともに対岸に渡り、トラーキアの軍勢と戦って勝利した。しかし先にトラーキアに渡った信者たちはリュクールゴスに滅ぼされた。そのためディオニューソスはリュクールゴスを捕えると、あらゆる拷問で苦しめたのちに磔にして殺した。その後、ディオニューソスはカロプスに感謝してトラーキアを与え、密儀の祭式を授けた。密儀はカロプスからオイアグロスに、オイアグロスからオルペウスに継承された。

## その他のカロプス
- シューメー島の王。ニュムペーのアグライエーとの間にニーレウスをもうけた[3][4][5][6]。
- ヒッパソスの子で、ソーコスと兄弟。ともにオデュッセウスに討たれた[7][8]。
- アクタイオーンの猟犬の1頭[9]。
- ケパロスの娘オイアの夫[10]。
- ヘーラクレースの修飾辞[11]。